# Chumig-Gebetsversammlung
| Tibetische Bezeichnung                 |
| -------------------------------------- |
| Tibetische Schrift: chu mig chos 'khor |
| Chinesische Bezeichnung                |
| Vereinfacht: 曲弥法会; 曲米法会        |
| Pinyin:Qumi fahui                      |

Die Chumig-Gebetsversammlung oder Chumig Chökhor (tib. chu mig chos 'khor) war ein im Feuer-Rinder-Jahr (1277) von Phagpa nach seiner Rückkehr nach Sakya abgehaltenes buddhistisches Konzil im Kloster Chumig Ringmo (chu mig ring mo) im Westen von Samzhubzê in Tsang (gtsang) in der Nähe des Narthang-Klosters. Es nahmen ca. siebzigtausend Mönche daran teil.
Die religiösen Spannungen zur Drigung-Kagyü-Schultradition des tibetischen Buddhismus dauerten nach der Versammlung weiter an.

## Zitat
„Im Kloster Chumig Ringmo in Tsang versammelte er [Phagpa] ca. siebzigtausend Mönche und bot ihnen unzählig viel Gold, Tee und Seidenkleider. (Thuken Lobsang Chökyi Nyima: Kristallspiegel der philosophischen Lehrsysteme)“